# Brit túraautó-bajnokság
A brit túraautó-bajnokság (British Touring Car Championship, BTCC, 1987-ig British Saloon Car Championship, BSTC) az Egyesült Királyság túraautó bajnoksága. A kategória 1958 óta létezik. A bajnokság 2014-es győztese Colin Turkington, a csapatok közül pedig az eBay Motors szerezte meg a bajnoki címet. Jelenleg a BTCC-ben szereplő márkák  a BMW, a Vauxhall, a Chevrolet, az MG, a Honda és a SEAT.

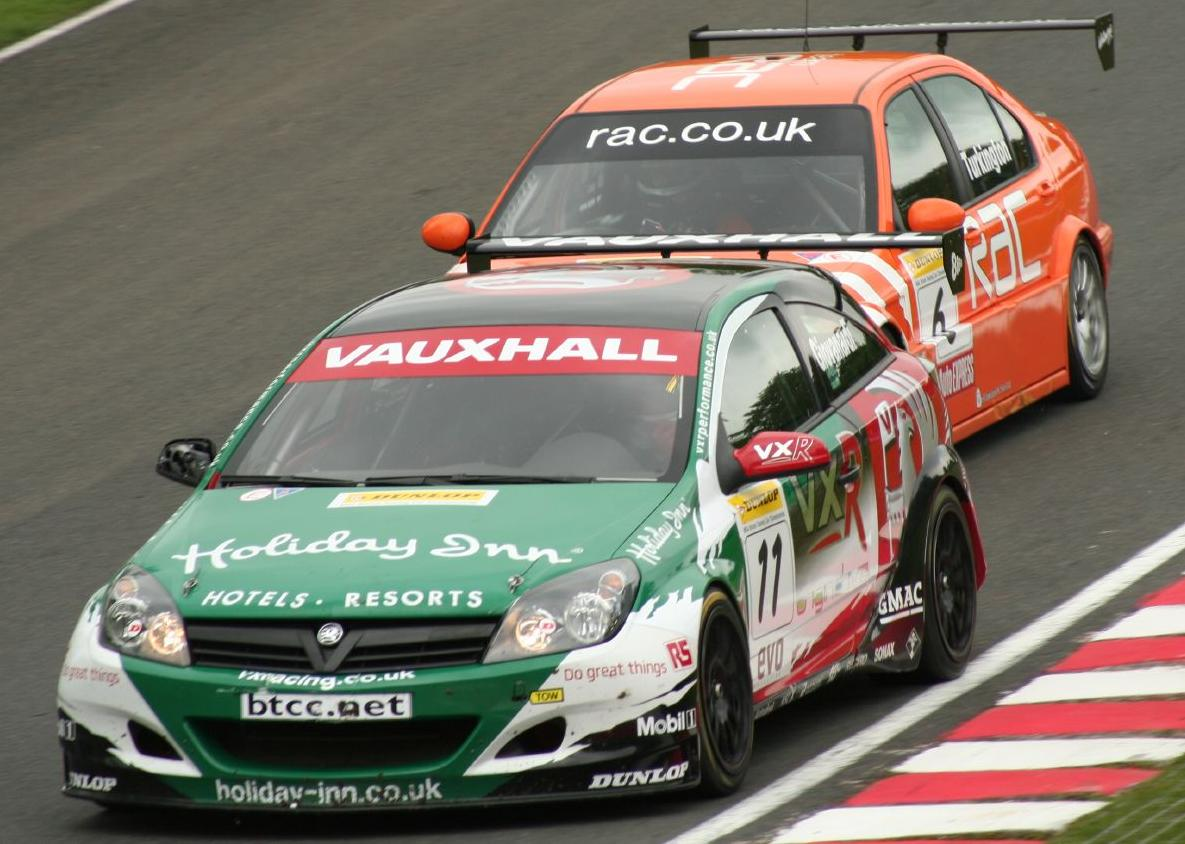
A 2007-es és 2008-as bajnok, Giovanardi

## Történelem
A brit túraautó-bajnokság 1958-ban indult, akkor még British Saloon Car Championship (BRSCC) néven és mindössze 6 versenyzővel, az első bajnokságot végül Jack Sears nyerte egy Austin A105-ös volánja mögött. Az 1964-es kiírásban részt vett Jim Clark Formula–1-es versenyző is egy Ford volánja mögött és ha már ott volt meg is nyerte a bajnokságot (Kategóriájában 8 versenyből 7-et nyert meg).  A bajnokság a jelenlegi nevét (BTCC) 1987-ben vette fel. Több olyan versenyző is megfordult itt, aki később a WTCC-ben találta magát (pl. Gabriele Tarquini, Alain Menu, Rickard Rydell, Yvan Muller, James Thompson, Colin Turkington), azonban korábbi Formula–1-es versenyzők is szerepeltek itt (Nigel Mansell, Derek Warwick, Gianni Morbidelli). A gyártók bajnokságát előbb 1975-ben és 1979-ben tartották meg, majd 1991-től minden szezonban kiosztják a gyártók bajnoki címét.

## Autók
Jelenleg 6 gyártó készít autókat a BTCC-ben: a BMW, a Vauxhall, a Chevrolet, az MG, a Honda és a SEAT.

### Következő Generációs Túraautó (NGTC)
A Következő Generációs Túraautó (Next Generation Touring Car, NGTC) egy TOCA által szabályozott géposztály. A specifikáció magában foglalja a túraautó-versenyzést. Az NGTC kategória célja, hogy a gyártók és privát csapatok kisebb költségekkel tudjanak hasonlóan versenyképes autókkal versenyezni az egyre drágább S2000-es autók helyett. Ilyen fajta autók versenyeztetését először a Brit túraautó-bajnokság engedélyezte 2011-ben. A 2014-es szezon óta (és azt is beleértve) csak ez az egyetlen megengedett autó-specifikáció.
Az új műszaki előírások bevezetésének az volt a célja, hogy megfeleljenek az alábbi kritériumoknak:
- Drasztikusan csökkenteni az autók és motorok tervezésének, építésének és üzemeltetésének költségeit
- A teljesítmény jelenlegi szinten tartása 2013-ig, biztosítva az azonos teljesítményt az S2000-es autókkal
- Csökkenteni az autók közötti jelentős teljesítménykülönbségeket

### Super 2000 (S2000)
A Super 2000-es Szabályzat értelmében a BTCC-ben csakis négyajtós, négyüléses személygépkocsiból átalakított versenyautók indulhatnak, amelyeknek legkevesebb 4,2 méter hosszúnak kell lenniük. A gyártónak az adott típusból az elmúlt 12 hónapban 2500 darabszámot kell legyártania, és 25000 darabot értékesítenie kell. A versenyautóhoz kapcsolódó külső elemek elhelyezéséről az FIA technikai szabályzata külön rendelkezik. A motor maximális hengerűrtartalma 2000 cm³ lehet, a megengedett legmagasabb fordulatszám a motor típusától függ. A 4 hengeres típus esetén 8500, 5 hengeresek esetén 8750, 6 hengeresek esetén 9000-es maximális percenkénti fordulatszám megengedett. A motornak 4 egymást követő versenyt kell hiba nélkül teljesítenie. Amennyiben meghibásodás miatt ez a feltétel nem teljesül, és cserére kerül sor, úgy a pilótát a rajtrácson 10 rajtpozícióval hátrébb sorolják. Tartalékautó használata nem megengedett. A szabályok kétféle váltótípust különböztetnek meg: A hagyományos (5 sebességű) H-váltót és a szekvenciális (6 sebességű) váltót. Az autók között engedett az első és a hátsó kerék meghajtásúak. Ezt a szabályrendszert a BTCC 2007-ben vette át. 2014-ben már nem engedelyézett géposztály.

## A versenyhétvége menete

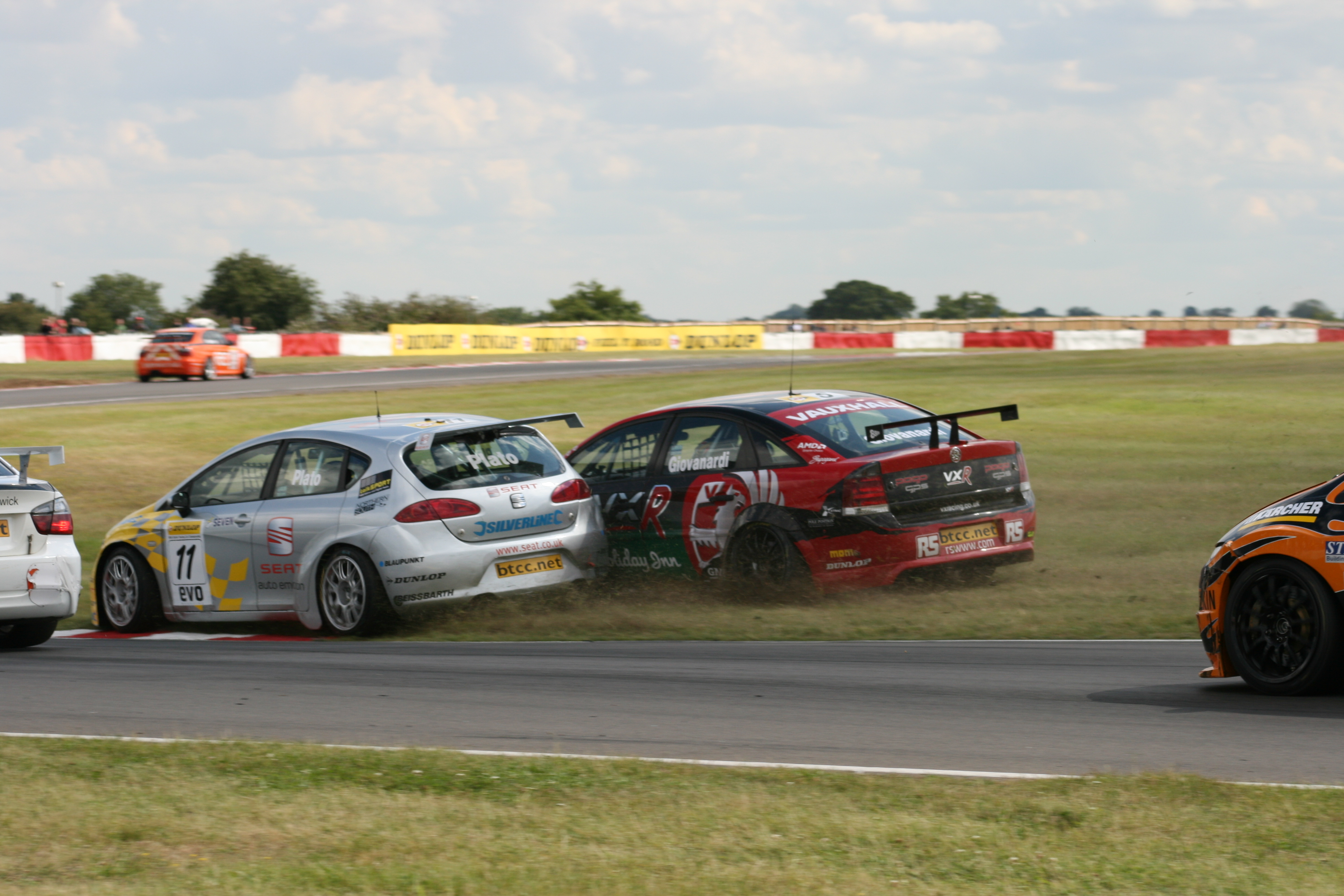
Jason Plato és Fabrizio Giovanardi harca Snettertonban, 2007 júliusában - a BTCC egyik jellemzője, hogy sok az érintkezés

A versenyhétvége szombati napján 2 szabadedzés után egy 30 perces időmérő következik. Az időmérő végeredménye határozza meg a hétvége első versenyének rajtsorrendjét (a leggyorsabb versenyzőé a pole-pozíció).
Egy verseny általában 16 és 25 kör hosszúságú, a pálya hosszától függően. Az első verseny végeredménye határozza meg a második verseny rajtsorrendjét (az első verseny győztese a második versenyen pole-pozícióból rajtol).
A harmadik verseny rajtsorrendjének megfordítását sorsolják. Például ha a 7-es golyó van kihúzva (1-10), akkor a második verseny 7. helyezettje a pole-pozícióból, a 6. helyezettje másodikként, az 5. helyezettje harmadikként rajtol. A második verseny 8. és hátrébb lévő helyezettjei a második verseny végeredménye alapján állnak fel a rajtrácsra.

## Rekordok
Legtöbb futamgyőzelem:  Jason Plato (89 futamgyőzelem)
Legtöbb futamgyőzelem egy szezonban:  Alain Menu (12 futamgyőzelem az 1997-es szezonban)
Legtöbb futamgyőzelem egy versenypályán:  Jason Plato (Brands Hatch-ben 25 győzelem)
Legtöbb bajnoki cím:  Andy Rouse (4 bajnoki cím)
Legtöbb konstruktőri futamgyőzelem: Ford (233 győzelem)
Legtöbb konstruktőri bajnoki cím: Vauxhall (10 bajnoki cím)

## Pontozás

### Jelenlegi pontrendszer

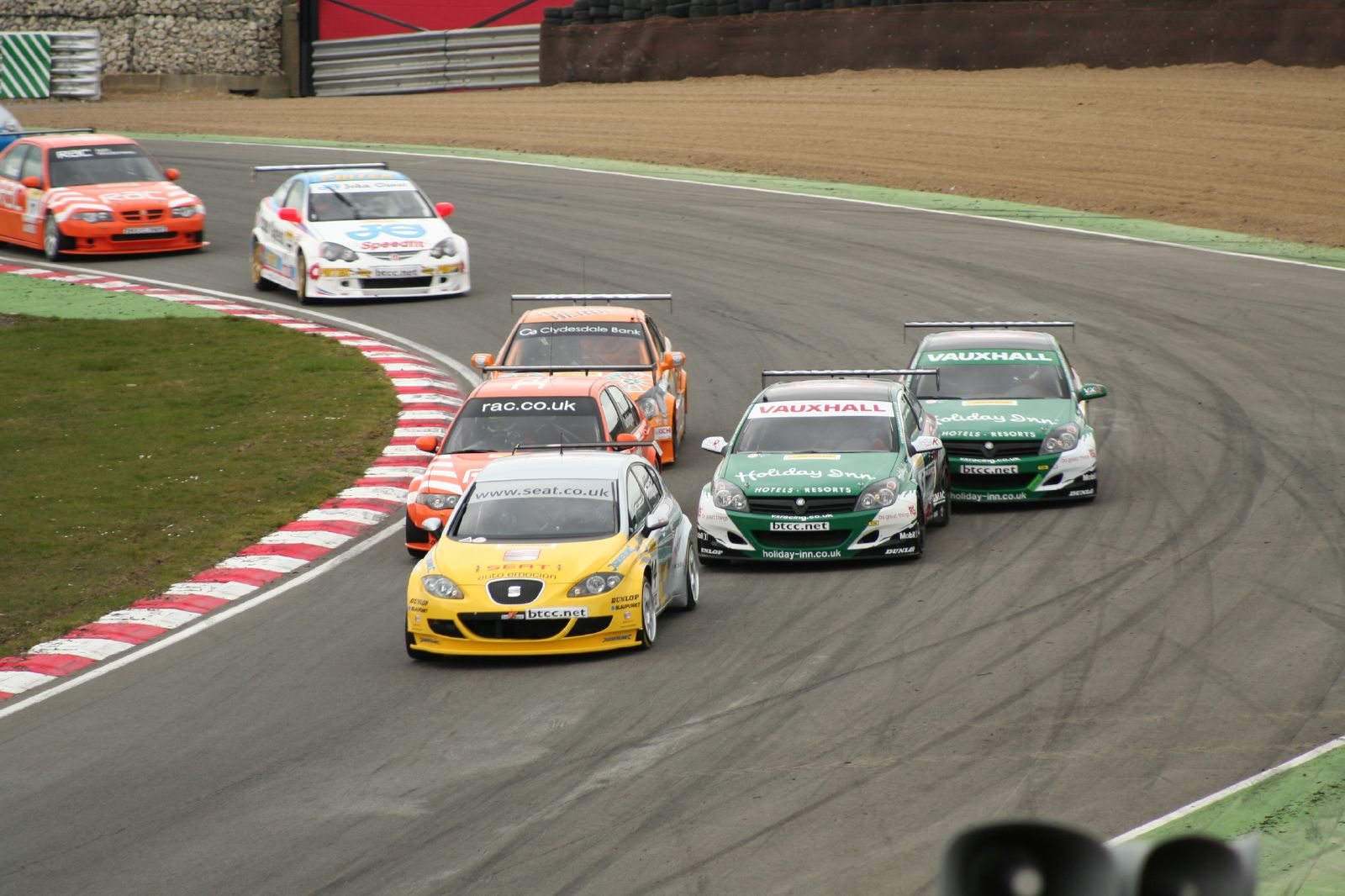
BTCC verseny a Brands Hatchen, 2006-ban

| Jelenlegi pontrendszer (2012-től érvényes) | Jelenlegi pontrendszer (2012-től érvényes) | Jelenlegi pontrendszer (2012-től érvényes) | Jelenlegi pontrendszer (2012-től érvényes) | Jelenlegi pontrendszer (2012-től érvényes) | Jelenlegi pontrendszer (2012-től érvényes) | Jelenlegi pontrendszer (2012-től érvényes) | Jelenlegi pontrendszer (2012-től érvényes) | Jelenlegi pontrendszer (2012-től érvényes) | Jelenlegi pontrendszer (2012-től érvényes) | Jelenlegi pontrendszer (2012-től érvényes) | Jelenlegi pontrendszer (2012-től érvényes) | Jelenlegi pontrendszer (2012-től érvényes) | Jelenlegi pontrendszer (2012-től érvényes) | Jelenlegi pontrendszer (2012-től érvényes) | Jelenlegi pontrendszer (2012-től érvényes) | Jelenlegi pontrendszer (2012-től érvényes) | Jelenlegi pontrendszer (2012-től érvényes) | Jelenlegi pontrendszer (2012-től érvényes) |
| ------------------------------------------ | ------------------------------------------ | ------------------------------------------ | ------------------------------------------ | ------------------------------------------ | ------------------------------------------ | ------------------------------------------ | ------------------------------------------ | ------------------------------------------ | ------------------------------------------ | ------------------------------------------ | ------------------------------------------ | ------------------------------------------ | ------------------------------------------ | ------------------------------------------ | ------------------------------------------ | ------------------------------------------ | ------------------------------------------ | ------------------------------------------ |
| Verseny                                    | 1.                                         | 2.                                         | 3.                                         | 4.                                         | 5.                                         | 6.                                         | 7.                                         | 8.                                         | 9.                                         | 10.                                        | 11.                                        | 12.                                        | 13.                                        | 14.                                        | 15.                                        | Pole pozíció                               | Leggyorsabb kör                            | Élen töltött kör                           |
| V1                                         | 20                                         | 17                                         | 15                                         | 13                                         | 11                                         | 10                                         | 9                                          | 8                                          | 7                                          | 6                                          | 5                                          | 4                                          | 3                                          | 2                                          | 1                                          | 1                                          | 1                                          | 1                                          |
| V2                                         | 20                                         | 17                                         | 15                                         | 13                                         | 11                                         | 10                                         | 9                                          | 8                                          | 7                                          | 6                                          | 5                                          | 4                                          | 3                                          | 2                                          | 1                                          |                                            | 1                                          | 1                                          |
| V3                                         | 20                                         | 17                                         | 15                                         | 13                                         | 11                                         | 10                                         | 9                                          | 8                                          | 7                                          | 6                                          | 5                                          | 4                                          | 3                                          | 2                                          | 1                                          |                                            | 1                                          | 1                                          |

### Előző pontrendszer
| BTCC pontrendszere 2011-ig | BTCC pontrendszere 2011-ig | BTCC pontrendszere 2011-ig | BTCC pontrendszere 2011-ig | BTCC pontrendszere 2011-ig | BTCC pontrendszere 2011-ig | BTCC pontrendszere 2011-ig | BTCC pontrendszere 2011-ig | BTCC pontrendszere 2011-ig | BTCC pontrendszere 2011-ig | BTCC pontrendszere 2011-ig | BTCC pontrendszere 2011-ig | BTCC pontrendszere 2011-ig | BTCC pontrendszere 2011-ig |
| -------------------------- | -------------------------- | -------------------------- | -------------------------- | -------------------------- | -------------------------- | -------------------------- | -------------------------- | -------------------------- | -------------------------- | -------------------------- | -------------------------- | -------------------------- | -------------------------- |
| Verseny                    | 1.                         | 2.                         | 3.                         | 4.                         | 5.                         | 6.                         | 7.                         | 8.                         | 9.                         | 10.                        | Pole pozíció               | Leggyorsabb kör            | Élen töltött kör           |
| V1                         | 15                         | 12                         | 10                         | 8                          | 6                          | 5                          | 4                          | 3                          | 2                          | 1                          | 1                          | 1                          | 1                          |
| V2                         | 15                         | 12                         | 10                         | 8                          | 6                          | 5                          | 4                          | 3                          | 2                          | 1                          |                            | 1                          | 1                          |
| V3                         | 15                         | 12                         | 10                         | 8                          | 6                          | 5                          | 4                          | 3                          | 2                          | 1                          |                            | 1                          | 1                          |

## Statisztika
| Szezon | Összetett            | Összetett               | Összetett                      | Privát              | Privát                    | Production                | Production                |
| Szezon | Versenyző bajnokság  | Gyártó bajnokság        | Csapat bajnokság               | Versenyző bajnokság | Csapat bajnokság          | Versenyző bajnokság       | Csapat bajnokság          |
| ------ | -------------------- | ----------------------- | ------------------------------ | ------------------- | ------------------------- | ------------------------- | ------------------------- |
| 1958   | Jack Sears           | Austin Westminster      | Nincs                          |                     |                           |                           |                           |
| 1959   | Jeff Uren            | Ford Zephyr             | Nincs                          |                     |                           |                           |                           |
| 1960   | Doc Shepherd         | Austin A40 Farina       | Nincs                          |                     |                           |                           |                           |
| 1961   | Sir John Whitmore    | Mini                    | Nincs                          |                     |                           |                           |                           |
| 1962   | John Love            | Mini                    | Nincs                          |                     |                           |                           |                           |
| 1963   | Jack Sears           | Lotus Cortina           | Nincs                          |                     |                           |                           |                           |
| 1964   | Jim Clark            | Ford Mustang            | Nincs                          |                     |                           |                           |                           |
| 1965   | Roy Pierpoint        | Ford Mustang            | Weybridge Engineering Company  |                     |                           |                           |                           |
| 1966   | John Fitzpatrick     | Ford Anglia             | Team Lotus                     |                     |                           |                           |                           |
| 1967   | Frank Gardner        | Ford Falcon Sprint      | Alan Mann Racing               |                     |                           |                           |                           |
| 1968   | Frank Gardner        | Ford Escort             | Alan Mann Racing               |                     |                           |                           |                           |
| 1969   | Alec Poole           | Mini Cooper S           | Nincs                          |                     |                           |                           |                           |
| 1970   | Bill McGovern        | Sunbeam Imp             | Nincs                          |                     |                           |                           |                           |
| 1971   | Bill McGovern        | Sunbeam Imp             | Nincs                          |                     |                           |                           |                           |
| 1972   | Bill McGovern        | Sunbeam Imp             | Nincs                          |                     |                           |                           |                           |
| 1973   | Frank Gardner        | Chevrolet Camaro        | Nincs                          |                     |                           |                           |                           |
| 1974   | Bernard Unett        | Hillman Avenger         | Nincs                          |                     |                           |                           |                           |
| 1975   | Andy Rouse           | Triumph Dolomite Sprint | Broadspeed Team                |                     |                           |                           |                           |
| 1976   | Bernard Unett        | Chrysler Avenger        | Nincs                          |                     |                           |                           |                           |
| 1977   | Bernard Unett        | Chrysler Avenger        | Nincs                          |                     |                           |                           |                           |
| 1978   | Richard Longman      | Mini                    | Patrick Motorsport’s           |                     |                           |                           |                           |
| 1979   | Richard Longman      | Mini                    | Patrick Motorsport’s           |                     |                           |                           |                           |
| 1980   | Win Percy            | Mazda RX7               | Nincs                          |                     |                           |                           |                           |
| 1981   | Win Percy            | Mazda RX7               | Nincs                          |                     |                           |                           |                           |
| 1982   | Win Percy            | Toyota Corolla          | Nincs                          |                     |                           |                           |                           |
| 1983   | Andy Rouse           | Alfa Romeo GTV          | Nincs                          |                     |                           |                           |                           |
| 1984   | Andy Rouse           | Rover Vitesse           | Nincs                          |                     |                           |                           |                           |
| 1985   | Andy Rouse           | Ford Escort RS1600      | Nincs                          |                     |                           |                           |                           |
| 1986   | Chris Hodgetts       | Toyota Corolla GT       | Nincs                          |                     |                           |                           |                           |
| 1987   | Chris Hodgetts       | Toyota Corolla GT       | Nincs                          |                     |                           |                           |                           |
| 1988   | Frank Sytner         | BMW M3                  | Nincs                          |                     |                           |                           |                           |
| 1989   | John Cleland         | Vauxhall Astra 16v GTE  | Nincs                          |                     |                           |                           |                           |
| 1990   | Robb Gravett         | Ford Sierra RS500       | Nincs                          | Privát              | Privát                    |                           |                           |
| 1991   | Will Hoy             | BMW M3                  | Nincs                          | Versenyző bajnokság | Csapat bajnokság          |                           |                           |
| 1992   | Tim Harvey           | BMW 318is               | Vic Lee Racing                 | James Kaye          |                           |                           |                           |
| 1993   | Joachim Winkelhock   | BMW 318is               | Nincs                          | Matt Neal           |                           |                           |                           |
| 1994   | Gabriele Tarquini    | Alfa Romeo 155          | Nincs                          | James Kaye          |                           |                           |                           |
| 1995   | John Cleland         | Vauxhall Cavalier       | Vauxhall Sport                 | Matt Neal           |                           |                           |                           |
| 1996   | Frank Biela          | Audi A4                 | Audi Sport UK                  | Lee Brookes         |                           |                           |                           |
| 1997   | Alain Menu           | Renault Laguna          | Williams Renault Dealer Racing | Robb Gravett        |                           |                           |                           |
| 1998   | Rickard Rydell       | Volvo/Volvo S40         | Vodafone Nissan Racing         | Tommy Rustad        | Production                | Production                |                           |
| 1999   | Laurent Aïello       | Nissan Primera          | Vodafone Nissan Racing         | Matt Neal           | Versenyző bajnokság       | Csapat bajnokság          |                           |
| 2000   | Alain Menu           | Ford Mondeo             | Ford Team Mondeo               | Matt Neal           | Alan Morrison             |                           |                           |
| 2001   | Jason Plato          | Vauxhall Astra Coupe    | Vauxhall Motorsport            | Nincs               | Simon Harrison            | GR Motorsport             |                           |
| 2002   | James Thompson       | Vauxhall Astra Coupe    | Vauxhall Motorsport            | Dan Eaves           | James Kaye                | Synchro Motorsport        |                           |
| 2003   | Yvan Muller          | Vauxhall Astra Coupe    | VX Racing                      | Rob Collard         | Luke Hines                | Barwell Motorsport        |                           |
| 2004   | James Thompson       | Vauxhall Astra Coupe    | VX Racing                      | Anthony Reid        |                           |                           |                           |
| 2005   | Matt Neal            | Honda Integra Type R    | Team Halfords                  | Matt Neal           | Team Halfords             |                           |                           |
| 2006   | Matt Neal            | Honda Integra Type R    | Team Halfords                  | Matt Neal           | Team Halfords             |                           |                           |
| 2007   | Fabrizio Giovanardi  | Vauxhall Vectra         | Seat Sport UK                  | Colin Turkington    | Team RAC                  |                           |                           |
| 2008   | Fabrizio Giovanardi  | Vauxhall Vectra         | VX Racing                      | Colin Turkington    | Team RAC                  |                           |                           |
| 2009   | Colin Turkington     | Vauxhall Vectra         | VX Racing                      | Colin Turkington    | Team RAC                  |                           |                           |
| 2010   | Jason Plato          | Honda                   | Honda Racing Team              | Tom Chilton         | Team Aon                  |                           |                           |
| 2011   | Matt Neal            | Honda                   | Honda Racing Team              | James Nash          | Triple 8 Race Engineering | Jack Sears Trophy (S2000) | Jack Sears Trophy (S2000) |
| 2012   | Gordon Shedden       | Honda                   | Honda Yuasa Racing Team        | Andrew Jordan       | Pirtek Racing             | Versenyző bajnokság       | Csapat bajnokság          |
| 2013   | Andrew Jordan        | Honda                   | Honda Yuasa Racing Team        | Andrew Jordan       | Pirtek Racing             | Lea Wood                  | Nincs                     |
| 2014   | Colin Turkington     | MG                      | eBay Motors                    | Colin Turkington    | eBay Motors               | Dave Newsham              | Nincs                     |
| 2015   | Gordon Shedden       | Honda                   | Team BMR RCIB Insurance        | Colin Turkington    | Team BMR RCIB Insurance   | Josh Cook                 | Nincs                     |
| 2016   | Gordon Shedden       | BMW                     | Team JCT600 with GardX         | Andrew Jordan       | Motorbase Performance     | Ashley Sutton             | Nincs                     |
| 2017   | Ashley Sutton        | BMW (4)                 | Team BMW                       | Tom Ingram          | Speedworks Motorsport     | Senna Proctor             |                           |
| 2018   | Colin Turkington (3) | BMW (5)                 | Team BMW (2)                   | Tom Ingram (2)      | Speedworks Motorsport (2) | Dan Cammish               |                           |

## A bajnokság szponzorai
| Év        | Szponzor                 |
| --------- | ------------------------ |
| 1960      | SupaTura                 |
| 1972      | Wiggins Teape Paperchase |
| 1974      | Castrol Anniversary      |
| 1975      | Southern Organs          |
| 1976      | Keith Prowse             |
| 1977–82   | Tricentrol               |
| 1983–85   | Trimoco                  |
| 1987–88   | Dunlop                   |
| 1989–92   | Esso                     |
| 1993–2000 | Auto Trader              |
| 2001      | theAA.com                |
| 2002–04   | Green Flag               |
| 2005–07   | Dunlop                   |
| 2008–09   | HiQ                      |
| 2010–     | Dunlop                   |